# Sebastián Bernardo de Mier

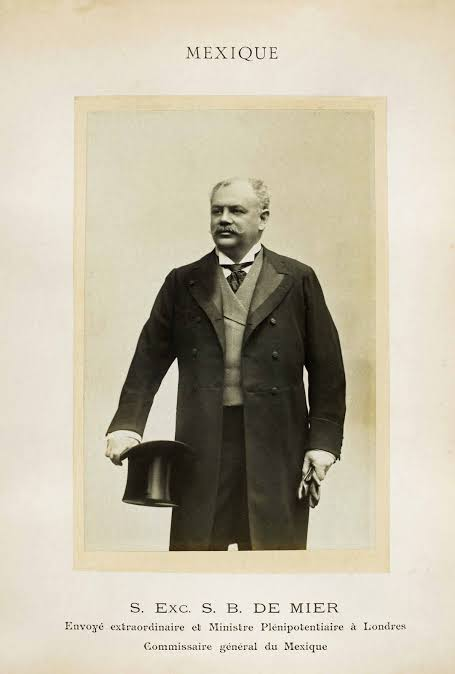
Sebastián Bernardo de Mier, Außerordentlicher Gesandter und Ministre plénipotentiaire in London, Generalkommissar von Mexiko

Sebastián Bernardo de Mier (* 20. Januar 1849 in Puebla, Mexiko; † 1911) war ein mexikanischer Diplomat, der dem Präsidenten Porfirio Díaz nahe stand.
Sebastián de Mier erreichte enormen Wohlstand als Landbesitzer mit Grundstücken in der Nähe des Nexapa-Flusses in Amecameca. Er importierte mehrere Schmalspurbahnlokomotiven für die Ferrocarril de Atlamaxac und andere private Schmalspurbahnen.
Am 18. Oktober 1899 wurde er zum mexikanischen Minister in London ernannt, doch aufgrund des Todes von Antonio de Mier y Celis (3. Oktober 1834 – 13. Dezember 1899) wurde er im Juni 1901 nach Paris entsandt, um die mexikanische Gesandtschaft in Frankreich zu leiten.
Zwischen Oktober und Dezember 1903 wurde er mit der Aufgabe betraut, die Beziehungen zu Persien herzustellen, wofür er den Titel eines Sonderbotschafters in besonderer Mission erhielt. Während seines Aufenthalts in Paris war er Kommissar für Mexiko auf der Weltausstellung Paris 1900. Er war auch Mitglied der mexikanischen Delegation auf der Haager Friedenskonferenz von 1907.
Sein Amt als Minister Mexikos in Frankreich behielt er bis zu seinem Tod im Jahr 1911 bei.